# Écarts de conduite (Buffy)
Pour les articles homonymes, voir Écarts de conduite.
Écarts de conduite est le 9e épisode de la saison 6 de la série télévisée Buffy contre les vampires.

## Résumé
Le Trio vole un diamant au musée de Sunnydale, se servant d'un rayon réfrigérant pour neutraliser le gardien. Willow, sous le choc de sa séparation avec Tara, se lance dans des recherches pour rendre sa vraie forme à Amy, toujours changée en rat, et y arrive étonnamment facilement. D'abord paniquée, Amy apprend qu'elle est restée sous forme de rat pendant trois ans, Willow lui racontant brièvement tout ce qui s'est passé depuis. Pendant ce temps, Spike découvre qu'il peut frapper Buffy sans que sa puce ne se mette en marche. Croyant d'abord que la puce ne fonctionne plus, il s'aperçoit que ce n'est pas le cas et va trouver Warren pour qu'il l'examine. Warren lui confirme que la puce fonctionne très bien et Spike comprend alors que Buffy est revenue différente à la suite de sa résurrection, qu'elle n'est plus totalement humaine. 
Willow et Amy décident de passer une soirée au Bronze pour se changer les idées et expérimentent là-bas les sorts les plus divers, transformant temporairement la boîte de nuit en un endroit où les choses les plus étranges se produisent, au mépris de la sécurité des autres personnes. Spike, de son côté, révèle ce qu'il a appris à Buffy. Ils se battent, d'abord dans la rue puis dans une maison abandonnée, mais la lutte se transforme en un désir mutuel violent et ils finissent par faire l'amour au milieu des ruines de la maison qui s'écroule.

## Production
Drew Z. Greenberg, dont c'était le premier épisode de la série en tant que scénariste, reconnait avoir beaucoup appris de Joss Whedon au cours de cet épisode. Pour la scène où Willow et Amy font, grâce à un sort, danser presque nus dans des cages deux garçons homophobes qui les harcelaient, Greenberg voulait à l'origine que Willow jette un sort à ces deux garçons les faisant s'embrasser pendant des heures. Mais Whedon s'y est opposé en argumentant qu'il ne voulait pas cautionner le fait que l'on puisse faire changer quelqu'un d'orientation sexuelle d'un simple claquement de doigts, et que le fait d'embrasser une personne du même sexe était vu comme une punition. La scène de sexe entre Buffy et Spike à la fin de l'épisode a subi quelques coupures sur l'intervention des responsables de la chaîne UPN.

## Statut particulier
Cet épisode amène deux avancées majeures dans l'arc narratif de la saison : le début de la relation sexuelle entre Buffy et Spike, et la plongée de Willow dans son addiction à la magie, aidée en cela par Amy.
Noel Murray, du site The A.V. Club, affirme qu'il a « beaucoup aimé » l'épisode et son thème majeur, ce que les gens peuvent faire mis en opposition avec ce qu'ils devraient faire, mais la fin l'a totalement désorienté car « la violence comme préliminaires » le hérisse et il n'a pas trouvé amusant de voir cette scène entre Buffy et Spike mêlée à celle où Willow et Amy sèment le chaos au Bronze (tout en reconnaissant que ce sentiment de malaise était peut-être le but recherché). Les rédacteurs de la BBC évoquent un « impressionnant premier scénario de Drew Greenberg », qui mêle habilement humour et malaise, et un retour bienvenu d'Elizabeth Anne Allen mais notent que s'il est satisfaisant pour les habitués de la série, l'épisode peut laisser perplexe le téléspectateur occasionnel. L'un des trois rédacteurs regrette également « l'absence de réelle menace » dans cet épisode. Mikelangelo Marinaro, du site Critically Touched, lui donne la note de B+, estimant qu'il est particulièrement marqué par un « humour aiguisé, un profond développement des personnages des thèmes extrêmement glauques et un scénario audacieux » et que la seule chose qui l'empêche d'être un excellent épisode est que le parallèle final entre Buffy et Willow soit si « pauvrement exécuté du côté de Willow » avec les scènes au Bronze qui « deviennent vite ridicules » mêlées aux scènes « intenses et pertinentes » entre Buffy et Spike.

## Analyse
Dans cet épisode, l'intrigue ne vient pas du « monstre de la semaine » mais de la nature des relations entre les personnages. Buffy et Willow, en s'isolant de leurs amis et en se voilant toutes les deux la face sur leurs problèmes, suivent des chemins parallèles et explorent leur côté sombre, l'une par le sexe, et l'autre par la magie. Dans la longue scène entre Buffy et Spike à la fin de l'épisode, tous les deux laissent libre cours à leur violence, qui découle du fait qu'ils n'arrivent pas à trouver leur place dans le monde, en se battant puis en faisant l'amour de manière comparable à un besoin irrépressible, et non de manière tendre ou passionnée (ce qui avait été auparavant toujours le cas dans la série). La maison en ruines qui s'écroule autour d'eux sans qu'ils le remarquent alors qu'ils font l'amour symbolise la vie de Buffy qui est en train de s'effondrer.